# Le Miracle de Fatima
Pour plus de détails, voir Fiche technique et Distribution.
Le Miracle de Fatima (titre original : The Miracle of Our Lady of Fatima) est un film américain réalisé par John Brahm, sorti en 1952, et basé sur les apparitions mariales de Fátima.
Un remake sortira en 2020 : Fatima

## Synopsis
À Fátima, au Portugal, en 1917. Une bergère de dix ans, Lúcia dos Santos, et ses deux jeunes cousins, Francisco Marto et Jacinthe Marto, rapportent avoir vu des apparitions de la Vierge Marie. Leurs révélations inspirent les croyants mais soulève la colère des responsables de l'Église catholique et du gouvernement séculier athée, lesquels essayent de les forcer à renoncer à leur histoire. Alors que la nouvelle de la prophétie annoncée par la Vierge se répand, des dizaines de milliers de pèlerins religieux affluent vers le site à l'heure indiquée par l'apparition pour assister à ce qui est aujourd'hui connu comme le Miracle du soleil.

## Fiche technique
- Titre original : The Miracle of Our Lady of Fatima
- Titre français : Le Miracle de Fatima
- Réalisation : John Brahm
- Scénario : Crane Wilbur et James O'Hanlon
- Musique : Max Steiner
- Directeur de la photographie : Edwin B. DuPar
- Société de production : Warner Bros.
- Pays de production :  États-Unis
- Langue : Anglais
- Format : couleur - 1,37:1 - son : mono
- Genre : drame
- Durée : 102 minutes
- Dates de sortie :
  - États-Unis : 20 août 1952
  - Allemagne de l'Ouest : 6 novembre 1952
  - France : 9 mars 1953
- Affiche : Jacques Bonneaud (France)

## Distribution
- Gilbert Roland  (VF : Jean Davy) : Hugo da Silva
- Angela Clarke : Maria Rosa Abóbora dos Santos
- Frank Silvera  (VF : Jean Brochard) : l'administrateur Arturo dos Santos
- Jay Novello : António Abóbora dos Santos
- Richard Hale  (VF : Abel Jacquin) : Père Ferreira
- Susan Whitney : Lúcia dos Santos
- Sherry Jackson : Jacinta Marto
- Sammy Ogg : Francisco Marto
- Norman Rice (VF : Pierre Leproux)  :Manuel Marto
- Paul Fierro (VF : Claude Bertrand) : le capitaine
- Jack Kruschen  (VF : Marcel Raine) : Sidonio

Acteurs non crédités
- Pilar Del Rey : Maria Dos Anges
- Lucienne Givry : Marie
- Carl Milletaire : Magistrat
- Belle Mitchell (non créditée) : Señora Carreira
- Paul Picerni  (VF : Raymond Loyer) : agitateur
- Charles Wagenheim : villageois
  - Jean Davy : Narrateur (VF)

## Autres adaptations au cinéma
- 2020 : Fatima, film américain. Ce film reprend l'histoire des apparitions de Fátima
- 2009 : M et le 3e Secret, film documentaire sur la révélation du troisième secret de Fatima ;
- 2009 : Le 13e jour ((en) The 13th Day), film britannique de Dominic Higgins et Ian Higgin sorti en France en 2016. Ce film reprend l'histoire des apparitions de Fátima en se basant sur les écrits de Lúcia dos Santos[1].
- 1990 : Aparição, film franco-portugais de Daniel Costelle. Ce film reprend l'histoire des apparitions de Fátima
- 1951 : La Dame de Fatima ((es) La Senora de Fatima), film espagnol de Rafael Gil